# Hüttenbach (Seebach, Pottum)
Der Hüttenbach ist ein gut drei Kilometer langer rechter und nordwestlicher Zufluss des Wiesensees im Westerwald.

## Geographie

### Verlauf
Der Hüttenbach entsteht östlich von Höhn in zwei Quellästen. Er fließt zunächst am Ostrand von Höhn in südlicher Richtung und passiert dann unterirdisch verrohrt Höhn-Oellingen. Er durchfließt nun Felder und Wiesen und anschließend ein Wäldchen. Nachdem er den Wald verlassen hat, wird er rechts von einem Wiesengraben und links von einem Waldbächlein gespeist. Er unterquert die K 56 (Lindenstraße), läuft nun in Richtung Südwesten, schlägt einen kleinen Bogen und mündet schließlich westlich von Pottum in den Wiesesee.

### Einzugsgebiet
Das 3,27 km² große Einzugsgebiet des Hüttenbachs liegt im Westerwald und wird durch ihn über den Seebach, den Schafbach, den Elbbach, die Lahn und den Rhein zur Nordsee entwässert.

### Flusssystem Elbbach
- Fließgewässer im Flusssystem Elbbach